# 2024 en astronomie
| Années de l'astronomie : 2021 - 2022 - 2023 - 2024 - 2025 - 2026 - 2027    |
| Décennies de l'astronomie : 1990 - 2000 - 2010 - 2020 - 2030 - 2040 - 2050 |

## Événements

### Janvier
- 3 janvier : la Terre se trouve à son périhélie[1] à 0 h 38 TU.
- 8 janvier : lancement du lanceur Vulcan appartenant à une compagnie privée, vers la Lune.
- 19 janvier : la sonde lunaire JAXA SLIM réalise le tout premier atterrissage en douceur sur la Lune d'un vaisseau spatial japonais[2].
- 21 janvier : l'astéroïde 2024 BX1 mesurant environ un mètre de diamètre, se désintègre dans l'atmosphère terrestre au-dessus de l'Allemagne, devenant le huitième astéroïde découvert avant d'impacter la Terre.
- 25 janvier : la NASA annonce le retrait de Ingenuity, après que le véhicule a subi des dommages à l'un de ses rotors[3].

### Février
- 15 février : Odysseus, le premier atterrisseur lunaire américain depuis l'échec de la Mission Peregrine One, est lancé au Centre spatial Kennedy en Floride, aux États-Unis[4].
- 20 février : les astronomes identifient l'objet le plus lumineux jamais observé, QSO J0529-4351, un quasar qui s'accumule autour d'une masse solaire par jour[5].
- 22 février : l’atterrisseur robotique Odysseus de la mission IM-1 effectue le premier atterrissage commercial en douceur sur la Lune.
- 23 février : trois nouvelles lunes du système solaire sont découvertes, une autour d'Uranus et deux autour de Neptune, portant respectivement leur nombre total de satellites connus à 28 et 16[6].

### Avril
- 4 avril : des chercheurs du Dark Energy Spectroscopique Instrument en Arizona, aux États-Unis, publient la plus grande carte 3D de l'univers représentant plus de six millions de galaxies. Grâce à cette carte, les chercheurs sont capables de mesurer l'accélération du taux d’expansion de l'univers avec une précision sans précédent, détectant des indices indiquant que l'univers a changé au fil du temps[7].
- 16 avril : des scientifiques de l'Agence spatiale européenne annoncent la découverte de Gaia BH3, le deuxième plus grand trou noir connu de la Voie lactée[8].

### Mai
- 15 mai : les scientifiques annoncent la découverte de SPECULOOS-3 b (en), une exoplanète de la taille de la Terre qui orbite autour d'une étoile naine rouge de taille similaire à celle de Jupiter[9].
- 16 mai : les scientifiques utilisant le télescope spatial James Webb découvrent la première fusion connue de trous noirs, 740 millions d'années après le Big Bang[10].

### Juin
- 2 juin : la mission chinoise d'exploration lunaire Chang'e 6 atterrit avec succès sur la face cachée de la Lune[11].
- 27 juin : le satellite russe Resours-P No.1 se brise en plus de 100 débris, à proximité de la Station spatiale internationale[12].

### Juillet
- 5 juillet : la Terre se trouve à son aphélie[1] à 5 h 6 TU.
- 15 juillet : des scientifiques américains et italiens annoncent la découverte d'une grotte lunaire, à environ 400 km du site d'atterrissage d'Apollo 11[13].

### Septembre
- 3 septembre : KMT-2020-BLG-0414L b, découverte par microlentille gravitationnelle, est la première exoplanète de type terrestre confirmée qui orbite une naine blanche.
- 4 septembre : le petit astéroïde 2024 RW1 se désintègre au-dessus des Philippines.
- 12 septembre : le milliardaire américain Jared Isaacman devient la première personne à effectuer une sortie commerciale dans l'espace dans le cadre de la mission spatiale privée Polaris Dawn opérée par SpaceX.

### Octobre
- 1er octobre : découverte d'une planète subterrestre chaude, ainsi que de 3 autres planètes candidates aux caractéristiques similaires, autour de l'étoile de Barnard.
- 7 octobre : la sonde spatiale Hera de l'Agence spatiale européenne est lancée avec succès par une fusée Falcon 9 Block 5 de SpaceX depuis la base de Cap Canaveral, en Floride, aux États-Unis. La sonde étudiera l'astéroïde (65803) Didymos et son satellite Dimorphos, et évaluera les conséquences de la collision-test de DART avec Dimorphos[14].
- 22 octobre : le petit astéroïde 2024 UQ se désintègre dans l'atmosphère terrestre au-dessus de l'océan Pacifique, entre la Californie et Hawaï, devenant le dixième astéroïde détecté et suivi dans l'espace avant sa chute sur Terre[15].

### Novembre
- 21 novembre : l'Observatoire européen austral annonce que ses astronomes au Chili ont capturé la première image rapprochée d'une étoile en dehors de la Voie lactée[16].

### Décembre
- 3 décembre : le petit astéroïde 2024 XA1 se désintègre au-dessus de la Sibérie et devient ainsi le onzième détecté et suivi dans l'espace avant sa chute sur Terre et le quatrième en 2024.

## Objets

### Comètes
En 2024, les comètes suivantes sont à l'honneur :
- Tsuchinshan ATLAS visible vers la fin du mois de septembre.

### Phases de la Lune
Le tableau suivant résume les phases de la Lune pour l'année 2024:
| #  | Nouvelle lune | Premier quartier | Pleine lune | Dernier quartier |
| -- | ------------- | ---------------- | ----------- | ---------------- |
| 1  |               |                  |             | 04/01            |
| 2  | 11/01         | 18/01            | 25/01       | 02/02            |
| 3  | 09/02         | 16/02            | 24/02       | 03/03            |
| 4  | 10/03         | 17/03            | 25/03       | 02/04            |
| 5  | 08/04         | 15/04            | 23/04       | 01/05            |
| 6  | 08/05         | 15/05            | 23/05       | 30/05            |
| 7  | 06/06         | 14/06            | 22/06       | 28/06            |
| 8  | 05/07         | 13/07            | 21/07       | 28/07            |
| 9  | 04/08         | 12/08            | 19/08       | 26/08            |
| 10 | 03/09         | 11/09            | 18/09       | 24/09            |
| 11 | 02/10         | 10/10            | 17/10       | 24/10            |
| 12 | 01/11         | 09/11            | 15/11       | 23/11            |
| 13 | 01/12         | 08/12            | 15/12       | 22/12            |
| 14 | 30/12         |                  |             |                  |

### Conjonctions
Conjonctions notables entre Lune, planètes du système solaire, et étoiles remarquables pour l'année 2024 :
| Date | Premier corps | Deuxième corps | Séparation |
| ---- | ------------- | -------------- | ---------- |

## Personnalités

### Décès
- 27 février : Richard H. Truly, astronaute américain.